# Shabaka Hutchings
Shabaka Hutchings, nato Shabaka Akua Lumumba Kamau Iyapo Hutchings e noto semplicemente come Shabaka (Londra, 1984), è un musicista britannico.

## Biografia
Ha origini di Barbados.
È leader della band Shabaka and the Ancestors ed in passato ha guidato i Sons of Kemet, gruppo che si è sciolto nel 2022. Fa parte del gruppo The Comet Is Coming, in cui assume il nome di King Shabaka.

## Discografia da solista
- 2023 - Afrikan Culture (EP)
- 2024 - Perceive Its Beauty, Acknowledge Its Grace